# Macrophthalminae
Macrophthalminae zijn een onderfamilie van krabben (Brachyura) uit de familie Macrophthalmidae.

## Geslachten
De Macrophthalminae omvatten de volgende geslachten:
- Australoplax Barnes, 1966
- Enigmaplax Davie, 1993
- Lutogemma Davie, 2009
- Macrophthalmus A. G. Desmarest, 1823